# Gorniak-UGMK
Gorniak-UGMK (ros. Горняк-УГМК) – rosyjski klub hokeja na lodzie.

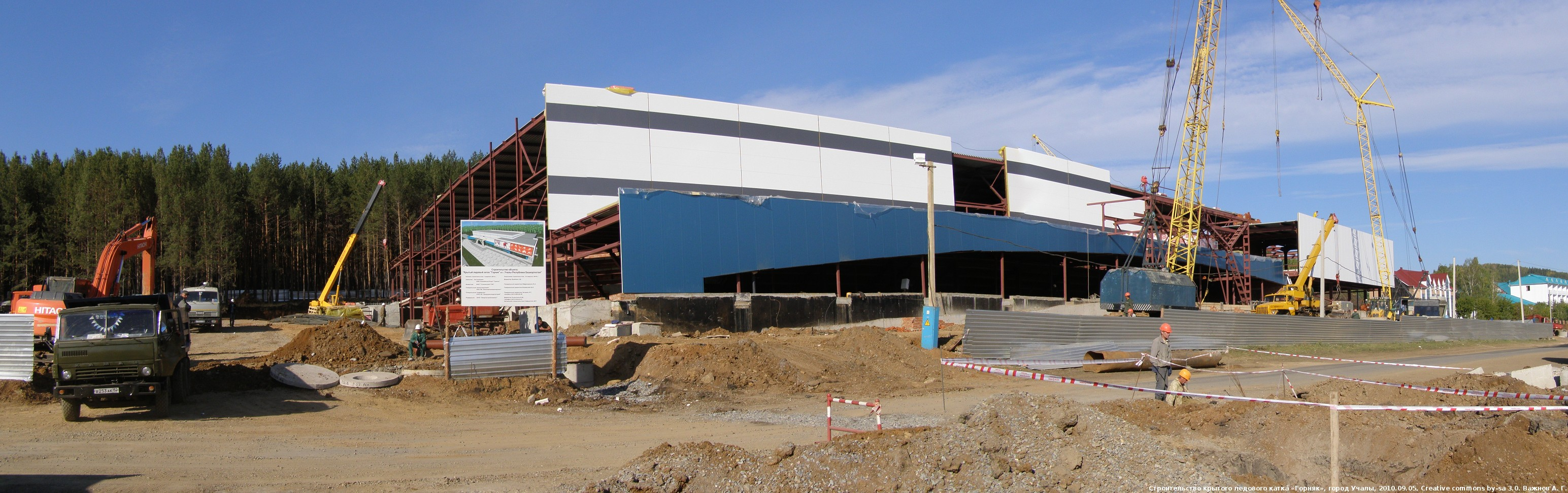
Budowa lodowiska klubu w Uczałach

## Historia
Klub został założony 2012 jako Gorniak Uczały i od sezonu 2013/14 występował w rozgrywkach MHL-B. Po roku zdobył wicemistrzostwo (2014/15), a następnym razem (2015/16) mistrzostwo. 30 kwietnia 2016 w Uczałach zorganizowano mecz o Superpuchar MHL między mistrzem MHL (Łoko Jarosław) i triumfatorem MHL-B (Gorniak Uczały). Zwyciężyła drużyna Łoko 5:1. Po przemianowaniu rozgrywek na NMHL Gorniak w sezonie 2016/17 ponownie został mistrzem. Następnie drużynę wycofaną z NMHL przyjęta do seniorskich rozgrywek WHL od edycji 2017/18. Został zespołem farmerskim dla klubu z rozgrywek KHL, Awtomobilista Jekaterynburg.
Pod koniec marca 2021 poinformowano, że klub zostanie przeniesiony z Uczałów w Baszkortostanie do miejscowości Wierchniaja Pyszma w obwodzie swierdłowskim, w związku z czym klub zrezygnował z przynależnych Baszkirii barw  zielono-biało–granatowych.

## Sukcesy
- Srebrny medal MHL-B: 2015
- Złoty medal MHL-B /  Puchar Regionów: 2016
- Złoty medal NMHL /  Puchar Regionów: 2017